# .coop
.coop — загальний домен верхнього рівня для кооперативів.
Зареєструвати домен другого рівня у зоні COOP можуть:
- Члени Міжнародного Союзу кооператорів;
- Організації, що належать до кооперативних згідно з місцевими законами;
- Асоціації кооперативів;
- Організації, які управляються кооперативами;
- Члени Національної Асоціації Спільного Бізнесу (NCBA);
- Об'єкти, обслуговуючі кооперативи;
- Не більше 5000 фізичних осіб, які отримали патент і, на думку Правління DCLLC, корисних для кооперативного руху у світі.